# Canning Town állomás
A Canning Town a londoni metró és a DLR egyik állomása a 2-es és 3-as zóna határán, a Jubilee line érinti.

## Története
Az állomást 1995. október 29-én adták át a DLR részeként. A Jubilee line 1999. május 14-étől érinti.

## Forgalom
| Járat | Útvonal | Gyakoriság      |
| ----- | --- | --------------- |
|       | Stanmore – Canons Park – Queensbury – Kingsbury – Wembley Park – Neasden – Dollis Hill – Willesden Green – Kilburn – West Hampstead – Finchley Road – Swiss Cottage – St. John’s Wood – Baker Street – Bond Street – Green Park – Westminster – Waterloo – Southwark – London Bridge – Bermondsey – Canada Water – Canary Wharf – North Greenwich – Canning Town – West Ham – Stratford | 2-4 percenként  |
|       | Bank – Shadwell – Limehouse – Westferry – Poplar – Blackwall – East India – Canning Town – West Silvertown – Pontoon Dock – London City Airport – King George V – Woolwich Arsenal | 8-10 percenként |
|       | Tower Gateway – Shadwell – Limehouse – Westferry – Poplar – Blackwall – East India – Canning Town – Royal Victoria – Custom House for ExCel – Prince Regent – Royal Albert – Beckton Park – Cyprus – Gallions Reach – Beckton | 8-10 percenként |
|       | Stratford International – Stratford – Stratford High Street – Abbey Road – West Ham – Star Lane – Canning Town – West Silvertown – Pontoon Dock – London City Airport – King George V – Woolwich Arsenal | 7-10 percenként |

## Átszállási kapcsolatok
| Állomás      | Átszállási kapcsolatok                  |
| ------------ | --------------------------------------- |
| Canning Town | Helyi buszok (Canning Town Bus Station) |

## Fordítás
- Ez a szócikk részben vagy egészben  a   Canning Town station című angol Wikipédia-szócikk fordításán alapul.  Az eredeti cikk szerkesztőit annak laptörténete sorolja fel. Ez a jelzés csupán a megfogalmazás eredetét és a szerzői jogokat jelzi, nem szolgál a cikkben szereplő információk forrásmegjelöléseként.